# Tour della nazionale maschile di rugby a 15 dell'Australia 1969
Nel corso del 1969, la nazionale australiana di rugby a 15, si reca in Sudafrica per un Tour, che dovrebbe essere il riscatto dopo le brutte prestazioni degli anni precedenti. Purtroppo segnerà ancora un momento negativo per i Wallabies, con 4 sconfitte contro il Sudafrica.

## Risultati principali
Sistema di punteggio:  meta = 3 punti, Trasformazione=2 punti .Punizione e calcio da mark=  3 punti. drop = 3 punti. 
| Arbitro: | P.Robbertse |

| |            | |
| mete: Ellis, Greyling Nomis 2, Roux trasf.: Visagie 3 c.p.: Visagie 3 | Marcatori  | mete: Forman trasf.: Rosenblum c.p.: Rosenblum 2 |
| 15 H. de Villiers 14 Jannie Engelbrecht, 11 Syd Nomis 13 Mannetjie Roux, 12 Eben Olivier 10 Piet Visagie, 9 Dawie de Villiers (c) 8 Tommy Bedford, 7 Jan Ellis, 6 Piet Greyling 5 Gawie Carelse, 4 Frik du Preez 3 Hannes Marais, 2 Don Walton, 1 Mof Myburgh sostituti: 16 Piet Uys, 17 Tonie Roux 18 Tiny Neethling, 19 Charlie Cockrell | Formazioni | 15 Arthur McGill 14 John Cole, 11 Terry Forman 13 Phil Smith, 12 Barry Honan 10 Rupert Rosenblum, 9 John Hipwell 8 Hugh Rose, 7 Norman Reilly, 6 Greg Davis (c) 5 Owen Butler, 4 Stuart Gregory 3 Roy Prosser, 2 Bruce Taafe, 1 Jim Roxburgh sostituti: 16 Geoff Shaw, |

| Springs 26 luglio 1969 | South Africa Gazelles | 17 – 27 | Australia XV |  |

| Arbitro: | M. Blaise |

| |            | |
| mete: Engelbrecht 2, Visagie trasf.: Visagie 2 c.p.: Visagie | Marcatori  | c.p.: Ballesty 3 |
| 15 HO de Villiers 14 Jannie Engelbrecht, 11 Syd Nomis 13 Mannetjie Roux, 12 Eben Olivier 10 Piet Visagie, 9 Piet Uys 8 Tommy Bedford (c), 7 Jan Ellis, 6 Piet Greyling 5 Gawie Carelse, 4 Frik du Preez 3 Hannes Marais, 2 Don Walton, 1 Mof Myburgh sostituti: 16 Dirkie de Vos, 17 Charlie Cockrell 18 Tiny Neethling, 19 Tonie Roux | Formazioni | 15 Arthur McGill 14 John Cole, 11 Terry Forman 13 Barry Honan, 12 Steve Knight 10 John Ballesty, 9 John Hipwell 8 Hugh Rose, 7 Rod Kelleher, 6 Greg Davis (c) 5 Owen Butler, 4 Norman Reilly 3 Roy Prosser, 2 Paul Darveniza, 1 Jim Roxburgh sostituti: 16 Mick Barry, 17 Stuart Gregory 18 Rupert Rosenblum, 19 Bruce Taafe |

| Arbitro: | B.Blasie |

| |            | |
| mete: Ellis, Visagie trasf.: Visagie c.p.: Visagie | Marcatori  | c.p.: Ballesty |
| 15 HO de Villiers 14 Gert Muller, 11 Syd Nomis 13 Mannetjie Roux, 12 Eben Olivier 10 Piet Visagie, 9 Dirkie de Vos 8 Tommy Bedford (c), 7 Jan Ellis, 6 Piet Greyling 5 Gawie Carelse, 4 Andre de Wet 3 Hannes Marais, 2 Gys Pitzer, 1 Mof Myburgh sostituti: 16 Tonie Roux, 17 Piet Uys 18 Tiny Neethling, 19 Don Walton | Formazioni | 15 Arthur McGill 14 John Cole, 11 Terry Forman 13 John Ballesty, 12 Barry Honan 10 Rupert Rosenblum, 9 John Hipwell 8 Hugh Rose, 7 Rod Kelleher, 6 Greg Davis (c) 5 Norman Reilly, 4 Stuart Gregory 3 Roy Prosser, 2 Paul Darveniza, 1 Jim Roxburgh sostituti: 16 Mick Barry, 17 Steve Knight 18 Jake Howard, 19 Alan Skinner |

| Arbitro: | C. De Bruin |

| |            | |
| mete: Olivier 2, Roux trasf.: Visagie 2 c.p.: Visagie 2 | Marcatori  | mete: Knight trasf.: Ballesty c.p.: Ballesty |
| 15 HO de Villiers 14 Gert Muller, 11 Syd Nomis 13 Mannetjie Roux, 12 Eben Olivier 10 Piet Visagie, 9 Dawie de Villiers (c) 8 Tommy Bedford, 7 Jan Ellis, 6 Piet Greyling 5 Gawie Carelse, 4 Andre de Wet 3 Hannes Marais, 2 Gys Pitzer, 1 Mof Myburgh sostituti: 16 Tonie Roux, 17 Dirkie de Vos 18 Don Walton, 19 Tiny Neethling | Formazioni | 15 Arthur McGill 14 John Cole, 11 Terry Forman 13 Barry Honan, 12 Steve Knight 10 John Ballesty, 9 John Hipwell 8 Hugh Rose, 7 Barry McDonald, 6 Greg Davis (c) 5 Alan Skinner, 4 Norman Reilly 3 Roy Prosser, 2 Paul Darveniza, 1 Jim Roxburgh sostituti: 16 Jake Howard, 17 Stuart Gregory 18 Mick Barry, 19 Geoff Shaw |